# Ornebius brevipennis
Ornebius brevipennis är en insektsart som beskrevs av Lucien Chopard 1931. Ornebius brevipennis ingår i släktet Ornebius och familjen Mogoplistidae. Inga underarter finns listade i Catalogue of Life.